# سعیدیه (زبرخان)
سعیدیه (نیشابور)، روستایی در دهستان اردوغش از توابع بخش زبرخان شهرستان نیشابور در استان خراسان رضوی ایران است.

## شغل های رایج در روستا
مهم ترین شغل در روستای سعیدیه کشاورزی و دامداری است.

## مکان های دیدنی
جاده این روستا در میان مردم نیشابور و حومه بسیار معروف است به طوری که این روستا در روزهای تعطیل،سیزده بدر و...خوشامدگوی مردم است.
در این روستا یخچال قدیمی نیز وجود دارد که در کنار گورستان این روستا است.

## امکانات تحصیلی

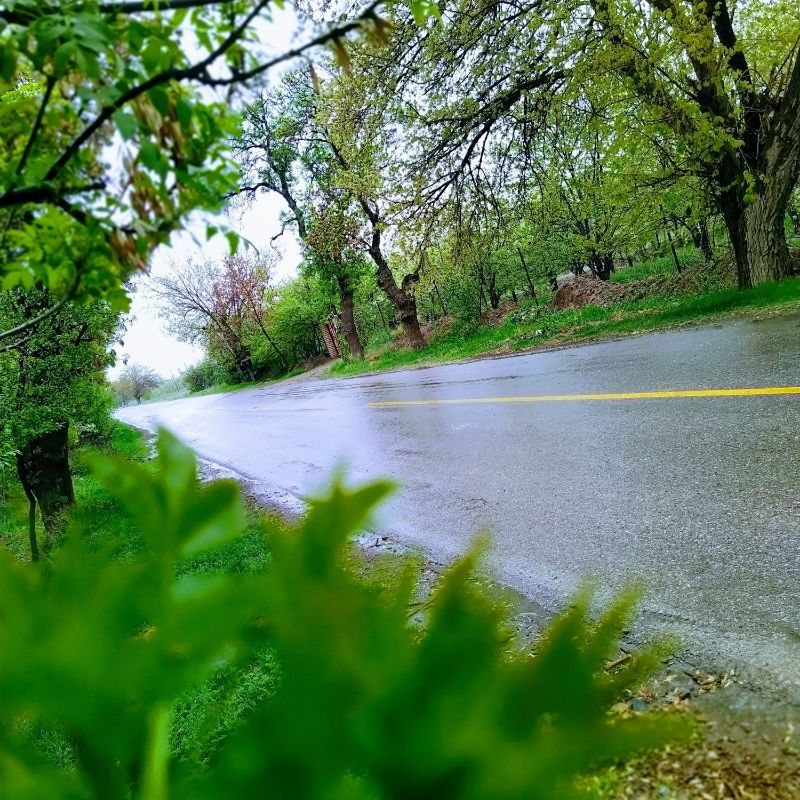
جاده روستایی سعیدیه

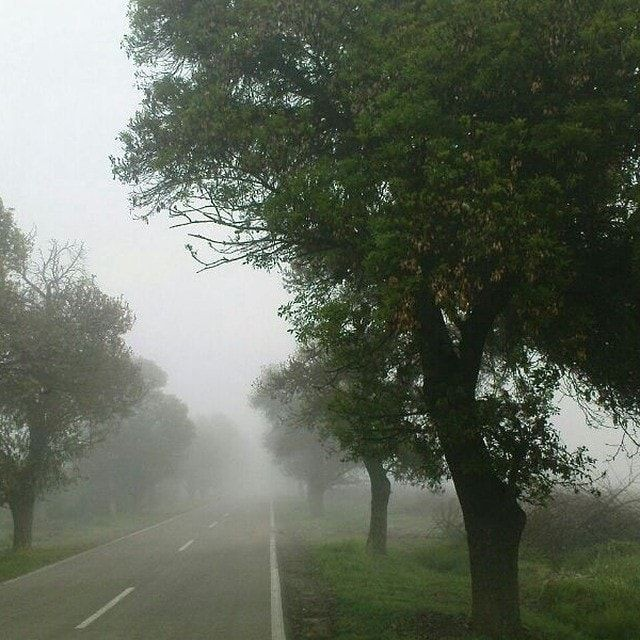
جاده سعیدیه

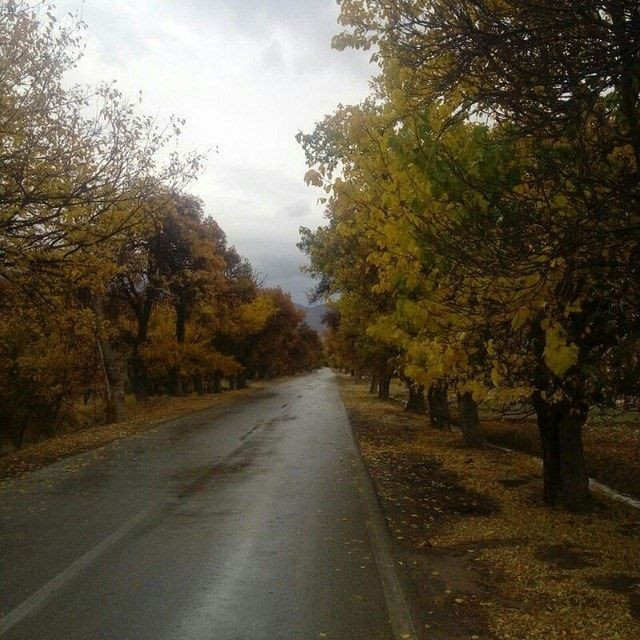
جاده سعیدیه

در این روستا مدرسه ی وکیلی ۷۲  یک مدرسه ۵ کلاسه ابتدایی وجود دارد.

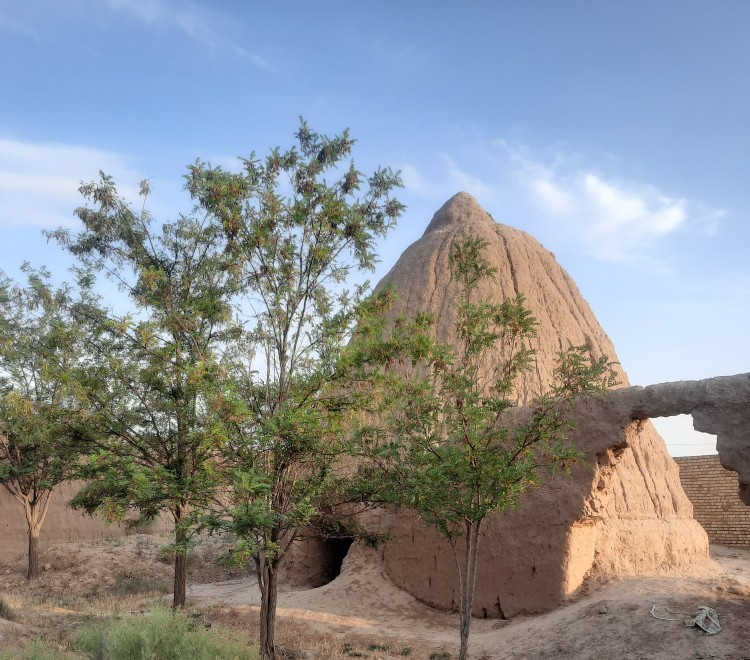
یخچال قدیمی سعیدیه

## جمعیت
این روستا در دهستان اردوغش قرار دارد و براساس سرشماری مرکز آمار ایران در سال ۱۳۸۵، جمعیت آن ۵۵۷ نفر (۱۵۲خانوار) بوده‌است.